# Södra Sarvgölen
Södra Sarvgölen är en sjö i Norrköpings kommun i Östergötland och ingår i Kilaån-Motala ströms kustområde.